# Marcus Willis
 Marcus Willis  (nacido el 9 de octubre de 1990) es un tenista profesional británico.
En marzo de 2021, Willis anunció que se retiraba del deporte.
Willis volvió a jugar dobles en la gira de la ITF a partir de agosto de 2022. Desde entonces, ha ganado cinco torneos de 25k de la ITF, todos con su compañero Scott Duncan.

## Carrera
Su mejor ranking individual es el N.º 322 alcanzado el 16 de junio de 2014, mientras que en dobles logró la posición 95 el 17 de junio de 2024.
No ha logrado hasta el momento títulos de la categoría ATP, si en la ATP Challenger Tour en dobles, además de varios títulos Futures tanto en individuales como en dobles.
Su mayor logro fue conseguir clasificarse para la fase final de Wimbledon 2016 estando en el puesto 772 del escalafón mundial. Ya en primera ronda consiguió vencer a Ricardas Berankis 6-3 6-3 6-4, para enfrentarse a Roger Federer, con el que perdió 0-6 3-6 4-6.

## Títulos ATP (0; 0+0)

### Dobles (0)
| Leyenda                         |
| Grand Slam (0)                  |
| ATP Wourld Tour Finals (0)      |
| ATP Masters 1000 World Tour (0) |
| ATP World Tour 500 series (0)   |
| ATP World Tour 250 series (0)   |

#### Finalista (1)
| N.º | Fecha               | Torneos | Superficie    | Pareja       | Oponentes en la final         | Resultado   |
| --- | ------------------- | ------- | ------------- | ------------ | ----------------------------- | ----------- |
| 1.  | 25 de julio de 2025 | Umag    | Tierra batida | Patrik Trhac | Romain Arneodo Manuel Guinard | 5-7, 6-7(2) |

## Títulos ATP Challenger (8; 0+8)
| Leyenda             | Individuales | Dobles |
| ------------------- | ------------ | ------ |
| ATP Challenger Tour | 0            | 8      |

### Dobles
| N.º | Fecha                  | Torneo          | Superficie            | Compañero              | Oponentes en la final                      | Resultado           |
| --- | ---------------------- | --------------- | --------------------- | ---------------------- | ------------------------------------------ | ------------------- |
| 1.  | 2 de diciembre de 2023 | Maspalomas      | Tierra batida         | Scott Duncan           | Théo Arribagé Sadio Doumbia                | 7-6(5), 6-4         |
| 2.  | 6 de enero de 2024     | Oeiras Indoor   | Dura (i)              | Jay Clarke             | Théo Arribagé Michael Geerts               | 6-4, 6-7(9), [10-3] |
| 3.  | 17 de febrero de 2024  | Glasgow         | Dura (i)              | Scott Duncan           | Kyle Edmund Henry Searle                   | 6-3, 6-2            |
| 4.  | 2 de marzo de 2024     | Lille           | Dura (i)              | Christian Harrison     | Titouan Droguet Giovanni Mpetshi Perricard | 7-6(6), 6-3         |
| 5.  | 27 de abril de 2024    | Savannah        | Tierra batida (verde) | Christian Harrison     | Simon Freund Johannes Ingildsen            | 6-3, 6-3            |
| 6.  | 18 de mayo de 2024     | Tunis           | Tierra batida         | Federico Agustín Gómez | Patrik Rikl Michael Vrbenský               | 4-6, 6-1, [10-6]    |
| 7.  | 27 de octubre de 2024  | Taipéi          | Dura (i)              | David Stevenson        | Nam Ji-sung Joshua Paris                   | 6-3, 6-3            |
| 8.  | 19 de abril de 2025    | San Luis Potosí | Tierra batida         | Ivan Liutarevich       | Trey Hilderbrand Alfredo Perez             | 6-3, 6-4            |